# 波爾塔夫卡 (科諾托普區)
51°5′37″N 33°21′50″E / 51.09361°N 33.36389°E
波爾塔夫卡（烏克蘭語：Полтавка）是位於烏克蘭東北部的村莊，由蘇梅州科諾托普區的杜博夫亞濟夫卡市鎮負責管轄。該村處於庫基爾卡河畔，距離托爾戈維齊亞3公里，海拔高度161米，2001年人口37。